# Комар (Травник)
Комар је насељено место у Босни и Херцеговини, у општини Травник. Административно припада Федерацији Босне и Херцеговине, односно њеном Средњобосанском кантону. Према попису становништва из 2013. у насељу није било становника, а већинску популацију у селу пре рата чинили су Срби.

## Становништво
По последњем службеном попису становништва из 2013. године у овом насељу није било становника, а село је пре рата било етнички хомогено са већинском српском популацијом.
| Националност | 2013. | 1991.        | 1981.        | 1971.        |
| Бошњаци      | 0     | 1 (0,32%)    | 0            | 7 (2,37%)    |
| Срби         | 0     | 305 (98,07%) | 338 (99,71%) | 287 (97,29%) |
| остали       | 0     | 5 (1,61%)    | 1 (0,29%)    | 1 (2,37%)    |
| Укупно       | 0     | 311          | 339          | 295          |